# Обдарованість

## Аспекти обдарованості
У психологічній літературі можна визначити в основному декілька аспектів обдарованості. Першим аспектом обдарованості є обдарованість вроджена або ще як її називають «актуальна» та набута — «потенційна».
Вроджена («актуальна») обдарованість — це особливий стан індивіда, який характеризується насамперед активністю, швидкістю сприймання і переробки інформації, пошукової поведінки водночас із сильною індивідуалізацією (спеціалізацією) цих процесів бо здібні інакше відображають світ, його логіку та ін. Спеціалісти до цього аспекту обдарованості включають й природні здібності.
Багато відомих вчених, музик, художників, письменників проявляли свої видатні здібності ще в дитячі роки. Усім відомі яскраві творчі досягнення маленького В.-А. Моцарта, видатні здобутки у дитинстві Ф. Гальтона, В. Гюго.
Набутою або «потенційною» називається така обдарованість, яка проявилася в певній галузі науки у дорослому віці.
По-друге, обдарованість поділяється на загальну як «універсальну здібність» (здібності до усього) та спеціальну.
Більшість дослідників впевнені в тому, що обдарованість — інтеграційна (сумарна) особистісна властивість. Інакше кажучи, якщо людина обдарована, то вона здатна досягати успіхів у багатьох галузях. Ця обдарованість називається загальною.
Спеціальна обдарованість, тобто обдарованість в однієї сфері діяльності, яка завжди придатна до якогось типу обдарованості (математична, літературна, спортивна тощо).

## Види обдарованості
В. В. Щорс розрізняє такі види обдарованості дітей:
- художня обдарованість у галузях авторської майстерності, літератури, музики, мистецтва, скульптури, техніки тощо;

- творча обдарованість. У дитячому віці людина здібніша до творчості, ніж у зрілому. На дитину не впливають стереотипи. Вона вільна у своїх творчих виявах, творить тому, що їй подобається сам процес творчості. Ця діяльність приносить дітям радість відкриття. Іншими словами, для дітей, на відміну від дорослих, творчість є життям.

- соціальна обдарованість — це виняткова здатність вибудовувати довготривалі конструктивні взаємовідносини з іншими людьми. У спілкуванні з однолітками обдарована дитина майже завжди бере на себе роль керівника та організатора колективу. Загальні риси лідерської обдарованості: інтелект вище середнього; вміння ухвалювати рішення; здатність мати справу з абстрактними речами, з плануванням майбутнього, з часовими обмеженнями; гнучкість; здатність пристосовуватися; почуття відповідальності; впевненість у собі; наполегливість та ентузіазм; вміння чітко висловлювати думки.

- інтелектуальна та академічна обдарованість. Загальні риси інтелектуальної обдарованості: гострота мислення; спостережливість; виняткова пам'ять; виявляє виражену і різнобічну допитливість; довготривалі заняття однією справою; легкість у навчанні, вміння добре викладати свої думки; демонстрація здібностей до практичного здобуття знань; виняткові здібності до розв'язання задач. Обдаровані діти в традиційній школі не рідко трієчники.

- рухова (психомоторна) обдарованість — виключно спортивні здібності.

- духовна обдарованість пов'язана з моральними якостями, альтруїзмом.

- практична обдарованість проявляється в тому, що люди, які з великим успіхом користуються інтелектом в повсякденному житті, не обов'язково на роботі домінують у вирішенні проблем, де задіяне абстрактне мислення, та й академічні здібності не завжди вказують на інтелект.

## Вивчення
Для психології важливими є розробка теорії обдарованості як цілісного і системного вияву особистості, а також вивчення особливостей реалізації обдарованості у вікові періоди життєдіяльності людини, її індивідуальних відмінностей.

## Психологічні особливості обдарованих дітей
Ранній вияв таланту допоможе не помилитися у визначенні майбутнього кожної дитини особливо в тому віці, коли саме обдарованість має найоптимальніші природні умови для свого становлення. Наприклад, обдаровані діти відрізняються серед ровесників кращим інтелектуальним розвитком, своєю комунікабельністю, різноманітністю інтересів тощо.
Ж. Ш. Тарасьє вважає, що обдаровані діти більш за все страждають від так званої дисінхронії в темпах розвитку інтелектуальної, афективної та моторної сфери. Під терміном «дисінхронія» розуміємо ефект прискореного розвитку одного із психічних процесів у взаємодії із звичайним (відповідним віку) або навіть пригальмованим розвитком іншого.
Вважається, що дисінхронія може бути причиною неадаптованої поведінки обдарованої дитини чи підлітка в його взаємодії з оточуючим середовищем. Особливості навчання можуть, як посилити, так і послабити дисінхронію.
Найпоширеніший вид дисінхронії пов'язаний з розвитком інтелектуальних та комунікативних процесів. Відомо, що високий рівень інтелектуального розвитку не гарантує тільки дитині, а й дорослому успішність у спілкуванні з іншими людьми, доволі це призводить до ускладнень у встановленні контактів та під час комунікації, саме в цьому проявляється феномен інтелектуально — соціальної дисінхронії. Обдаровані діти і підлітки у яких є труднощі у спілкуванні часто замінюють візуальний контакт з іншими людьми на спілкування у Chart(i) (за допомогою Інтернету), але при цьому треба чітко усвідомлювати, що під час такого спілкування суттєво змінюється сам процес порівняно з традиційними формами.
По-перше, змінюється зміст ряду комунікативних цілей, і зникають або модифікують деякі складні комунікативні дії, які вимагають високого розвитку соціально — перцептивних, емоційних процесів (емпатії) та соціальної компетенції. По-друге, змінюються способи практичної реалізації комунікативних цілей.
Існують особливі «сензитивні» періоди, коли діти «ніби всмоктують» усе оточуюче їх. Вони здатні займатися декількома справами відразу. Обдарована дитина часто не терпить яких-небудь обмежень своїм дослідженням. На думку Ж. Піаже, функція інтелекту полягає в обробці інформації, яка дорівнює аналогічній функції організму по переробці їжі. Для мозку так само природно вчитися, як для легень дихати. Прагнення людини до пізнання і стимулювання розуму — така ж нагальна потреба, як голод і спрага. Якщо ви чимось глибоко захоплені, ви забуваєте про голод і втому. Вчені стверджують, що в обдарованих і талановитих дітей біохімічна й електрична активність мозку підвищена, їхній мозок відрізняється величезним «апетитом» — ще й величезною здатністю «переварювати» інтелектуальну їжу. Правда, ми ще зможемо переконатися, що і вони іноді «відкушують» більше, ніж можуть «проковтнути».
Обдаровані діти звичайно мають відмінну пам'ять, що базується на ранній мові й абстрактному мисленні. їх відрізняє здатність класифікувати і категоризувати інформацію і досвід, уміння широко користуватися накопиченими знаннями, їхня схильність до класифікації і категоризації ілюструється й улюбленим захопленням, властивим обдарованим дітям, — колекціонуванням. Багато радості доставляє їм приведення своїх колекцій у порядок, систематизація і реорганізація предметів колекції. Причому оформлений акуратної постійної експозиції не є їхньою метою.
Надзвичайна чутливість обдарованих дітей до оточуючого середовища, загострене сприйняття своїх досягнень і невдач, наявність динамічного зв'язку між емоційним настроєм, здатністю до саморегулювання і шкільною успішністю говорять про те, що афективний розвиток повинен стати предметом пильної уваги при навчанні обдарованих дітей.
Що ж мається на увазі під емоційним розвитком і які його основні цілі? Серед цілей можна виділити три, які представляються нам найбільш важливими.
1. Забезпечення розвитку адекватної Я-концепції і самоповаги.
2. Розвиток здатності чуйного ставлення до людей.
3. Формування навичок навчання і соціальної взаємодії.

Особлива відповідальність лежить на вчителях, спілкування з якими значно впливає на емоціональний (афективний) розвиток дітей.
Звичайно, діти у віці від 2 до 5 років не можуть чітко розрізняти реальність і фантазію. Особливо яскраво це виявляється в обдарованих дітей. Вони настільки примхливі в словесному розфарбовуванні і розвитку і ясних фантазій, настільки зживаються з ними, буквально «купаючись» у цій уяві, що часом вчителі і батьки демонструють зайву заклопотаність із приводу здатності дитини відрізняти правду від вимислу. Ця яскрава уява породжує неіснуючих друзів, бажаного братика або сестричку і ціле фантастичне життя, багате і яскраве. Через багато років більшість з них як у роботі, так і в житті зберігають елемент гри, винахідливість і творчий підхід якості, що стільки дали людству й у матеріальному й у естетичному розвитку.
У ранньому дитинстві обдаровані діти так само емоційно залежні, нетерплячі й емоційно незбалансовані, як і їхні однолітки. Часом вони більш красномовні — оскільки їхнє уміння виражати себе більш адекватне. Однак їх чудові мовні здібності можуть привести і до того, що дорослі починають неправильно сприймати рівень їхньої емоційної зрілості — а це збільшує проблему.
Дослідження показують, що страхи маленьких дітей звичайно позбавлені реалізму. Батькам шестирічок, які виросли у місті, важко зуміти, чому їхні діти більш за все бояться левів або тигрів, а зовсім не автомобілів, що для них є набагато більш реальною небезпекою. Для обдарованих же дітей, як правило, характерні перебільшені страхи, оскільки вони здатні уявити безліч небезпечних наслідків. Вони також надзвичайно сприйнятливі до немовних проявів почуттів оточуючими і сильно залежать мовчазної напруги, що виникає навколо них.
У дошкільні роки обдаровані діти — як і їх менш талановиті ровесники — є віковими егоцентристами у своєму тлумаченні подій і явищ. Егоцентризм тут не означає егоїзму з його звичайним негативним забарвленням. Він є лише проектуванням власного сприйняття й емоційної реакції на явища, розум і серце всіх присутніх. Звичайно ми називаємо це «однобічним сприйняттям». Невміння сприймати ставлення інших людей до кого-небудь або до чого-небудь у побуті можна назвати однобічністю. Ми не терпимо цього в дорослих, але це абсолютно нормально для дошкільників, якими б розумниками вони не були. У міру того як мозок дитини, що розвивається, починає сприймати власну роботу, на починає розуміти, що здатна думати: вчені тепер називають це впізнанням. Дитина впевнена, що її сприйняття явищ і подій ідентично сучасному свідомому сприйняттю у всіх інших людей. Іншими словами, усі сприймають і розуміють ту саму подію або явище однаково. Ми, дорослі, хоча і розуміємо, що це не так, але ніколи до кінця не виростаємо з цього егоцентризму, властивого дітям від 3 до 5 років, і нам досить важко прийняти іншу точку зору — особливо якщо вона, заснована на іншому досвіді.
Коли дитячий егоцентризм супроводжується чутливістю і дратуванням від нездатності зробити щось (і те й інше характерно для обдарованих дітей), можуть виникнути проблеми в спілкуванні з однолітками. Найбільш розповсюджений у таких випадках засіб — говорити проблему з надзвичайно «красномовною» дитиною. Дитина поки здатна зрозуміти, що інші сприймають світ зовсім не так, як вона.
Американський дослідник Хосеф Рензуллі стверджує, що люди з високими здібностями можуть лише перетворити свої можливості на талант, якщо їх оточення заохочує до цього.